# Noșlac
Noșlac (veraltet Nojlac; deutsch Großhaus, ungarisch Marosnagylak oder Nagylak) ist eine rumänische Gemeinde im Kreis Alba in der Region Siebenbürgen.

## Geographische Lage

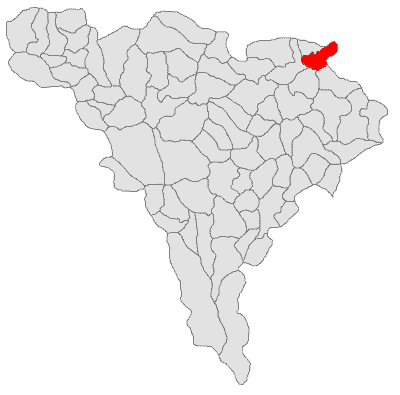
Lage der Gemeinde Noșlac im Kreis Alba

Die Gemeinde Noșlac liegt im Nordosten des Kreises Alba links des Flusses Mureș (Mieresch), im Südwesten des Siebenbürgischen Beckens. An der Kreisstraße (Drum județean) DJ 107G gelegen, befindet sich der Ort Noșlac 7 Kilometer nordöstlich der Stadt Ocna Mureș (Miereschhall); die Kreishauptstadt Alba Iulia (Karlsburg) liegt etwa 56 Kilometer südwestlich entfernt.

## Geschichte
Nach einem Bericht von G. Téglás aus dem Jahr 1887 wurden an dem Ort eine Urne aus Keramik und Gegenstände aus der Hallstattzeit sowie einer nicht zugeordneten Kultur entdeckt.
Der Ort wurde erstmals 1288 unter der ungarischen Bezeichnung Noglac urkundlich erwähnt, 1854 unter Nagy-Lak und Noslac.

## Bevölkerung
Die Bevölkerung der Gemeinde entwickelte sich wie folgt:
| 1850 | 2.560 | 1.977 | 502 | 5 | 76            |
| 1900 | 3.341 | 2.338 | 965 | 9 | 29            |
| 1956 | 3.855 | 3.083 | 752 | - | 20            |
| 2002 | 2.035 | 1.550 | 389 | 1 | 95            |
| 2011 | 1.661 | 1.284 | 230 | 1 | 78            |
| 2021 | 1.625 | 1.224 | 191 | - | 210 (51 Roma) |

Die höchste Einwohnerzahl der heutigen Gemeinde wurde 1956 ermittelt, die der Rumänen 1956, der Ungarn und der Deutschen 1900 und die der Roma (68) 2011.

## Sehenswürdigkeiten
- Die gotische Kirche, mit Doppelturm und einer Glocke von 1667,[7] im 15. Jahrhundert errichtet, im 18. Jahrhundert umgebaut, steht unter Denkmalschutz.[8]
- Die Holzkirchen Sfinții Arhangheli Mihail și Gavriil in Noșlac, 1700–1783 errichtet, 1803 und 1923 umgebaut, die 1856 in Copand (Bussendorf) errichtet, die in Găbud (Gabuden) 1776 errichtet und 1875 umgebaut, sind ebenfalls denkmalgeschützt.[8]

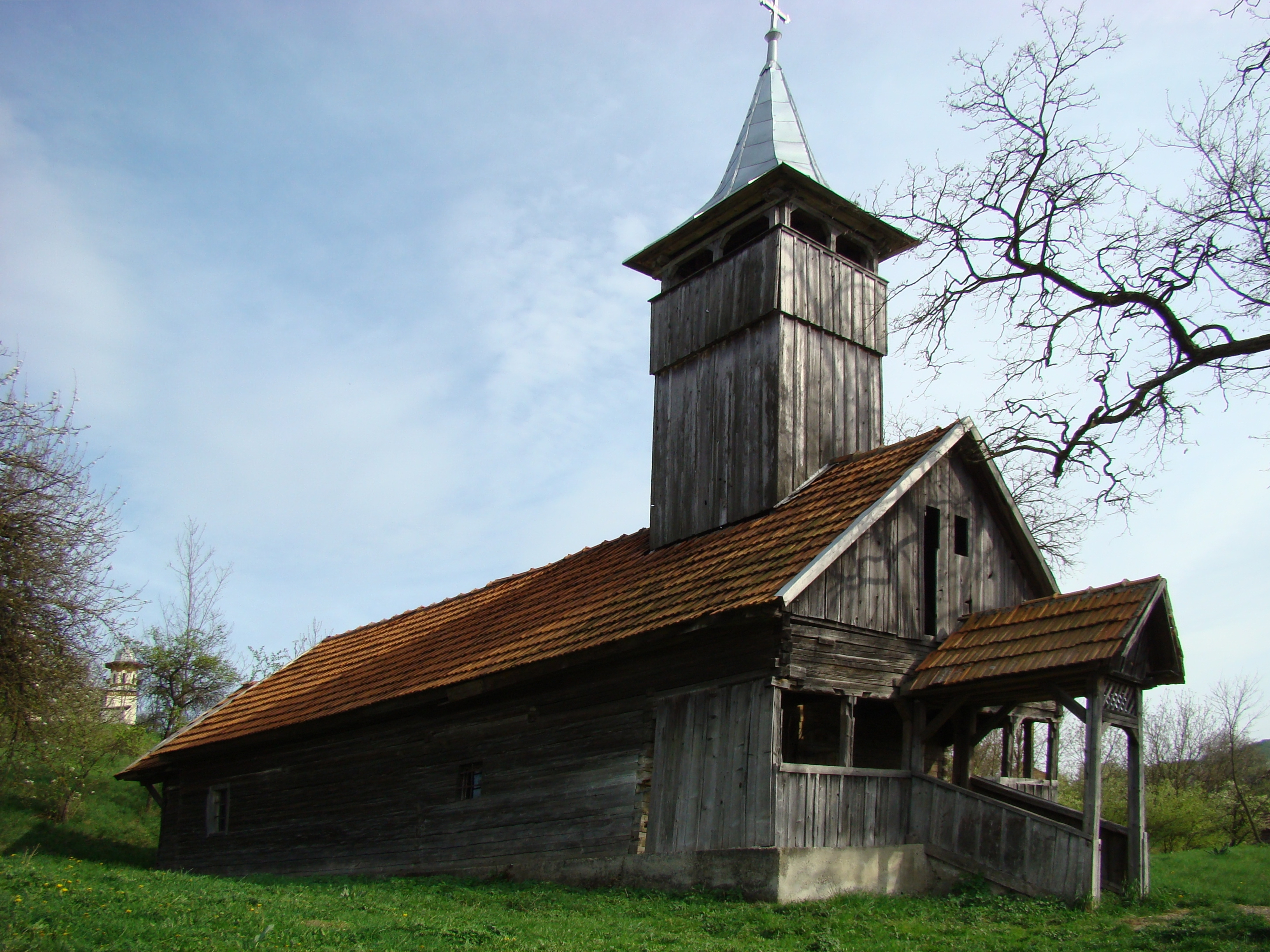
Holzkirche von Noșlac
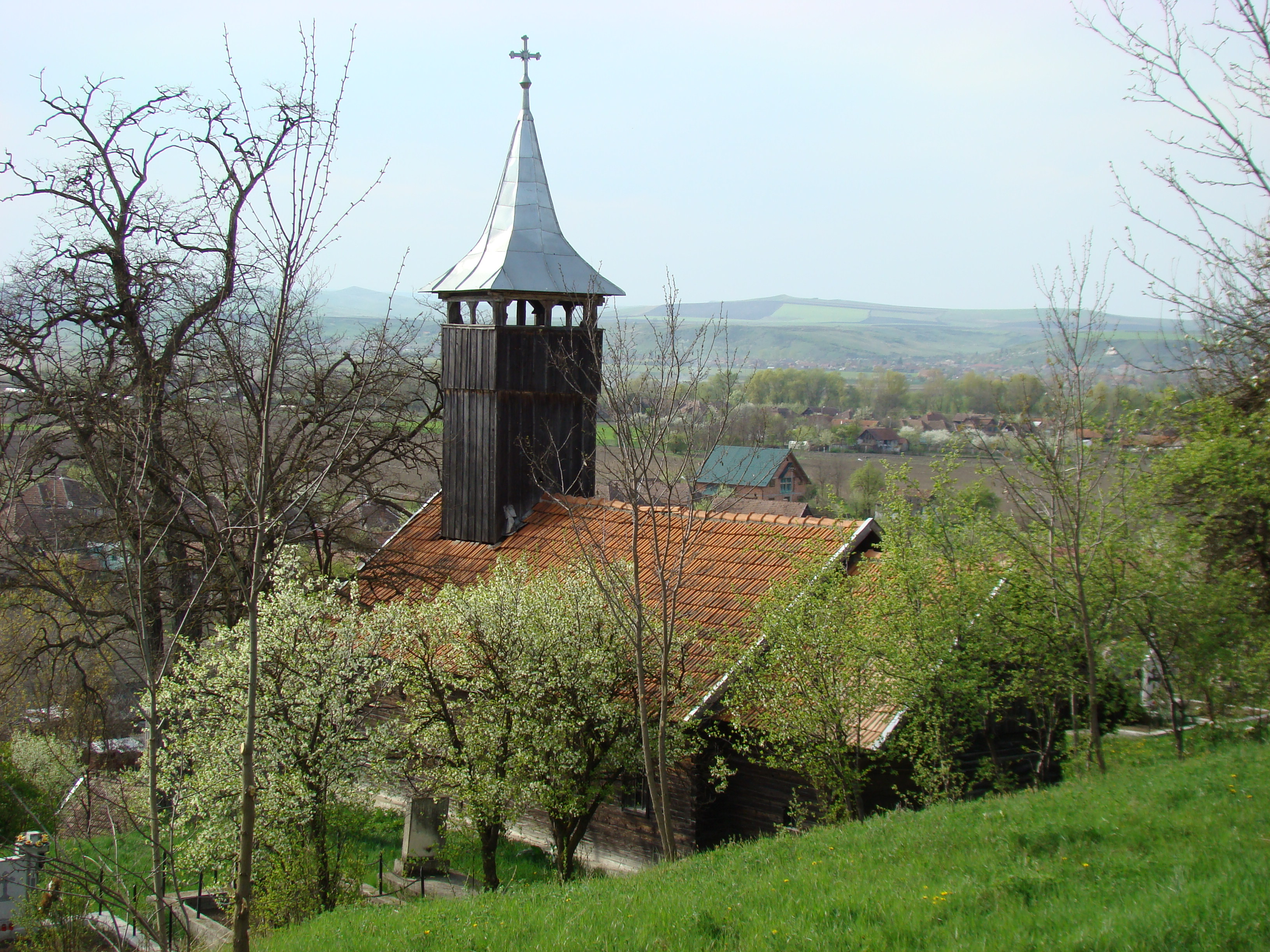
Holzkirche von Noșlac
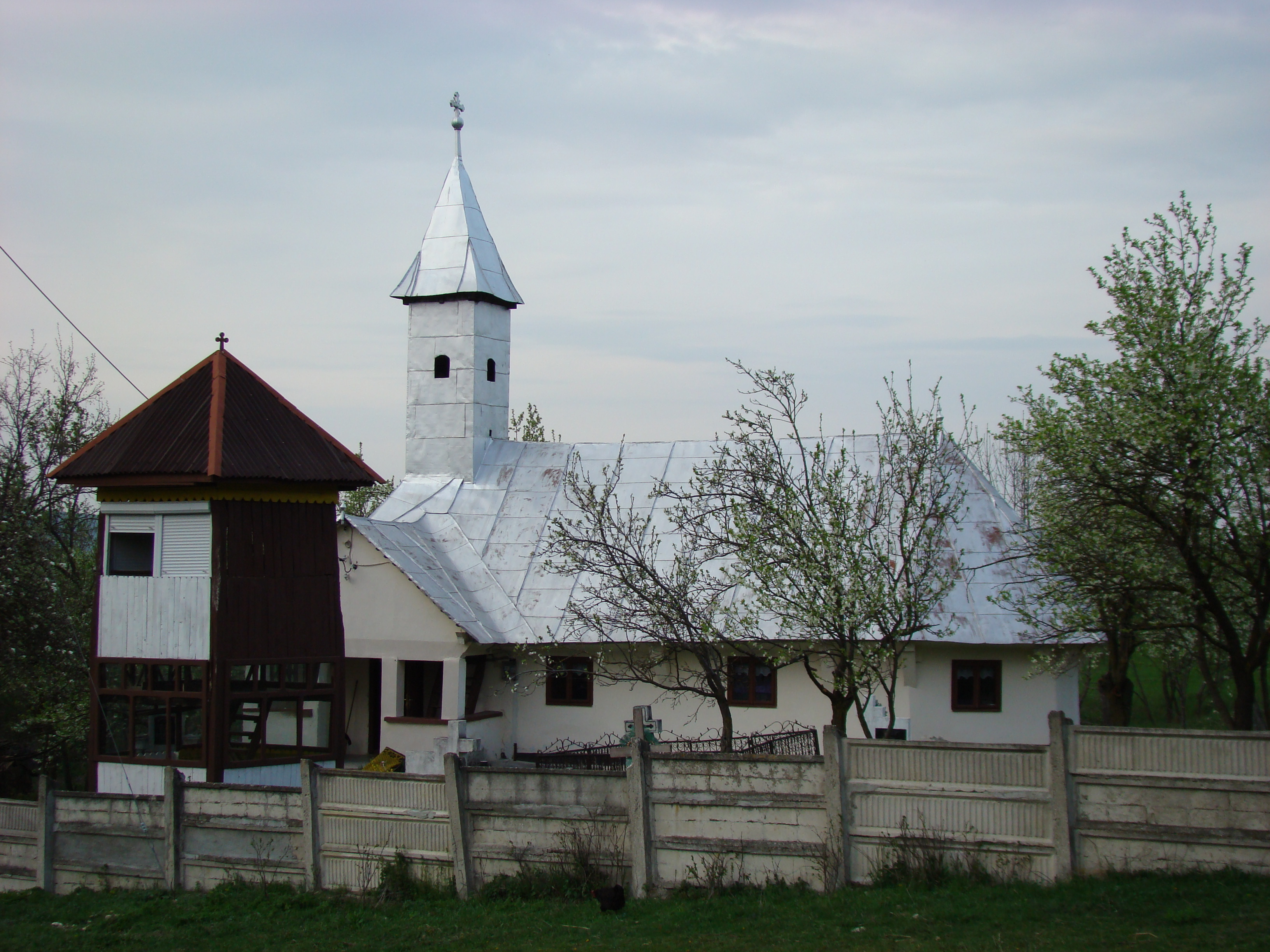
Holzkirche von Copand
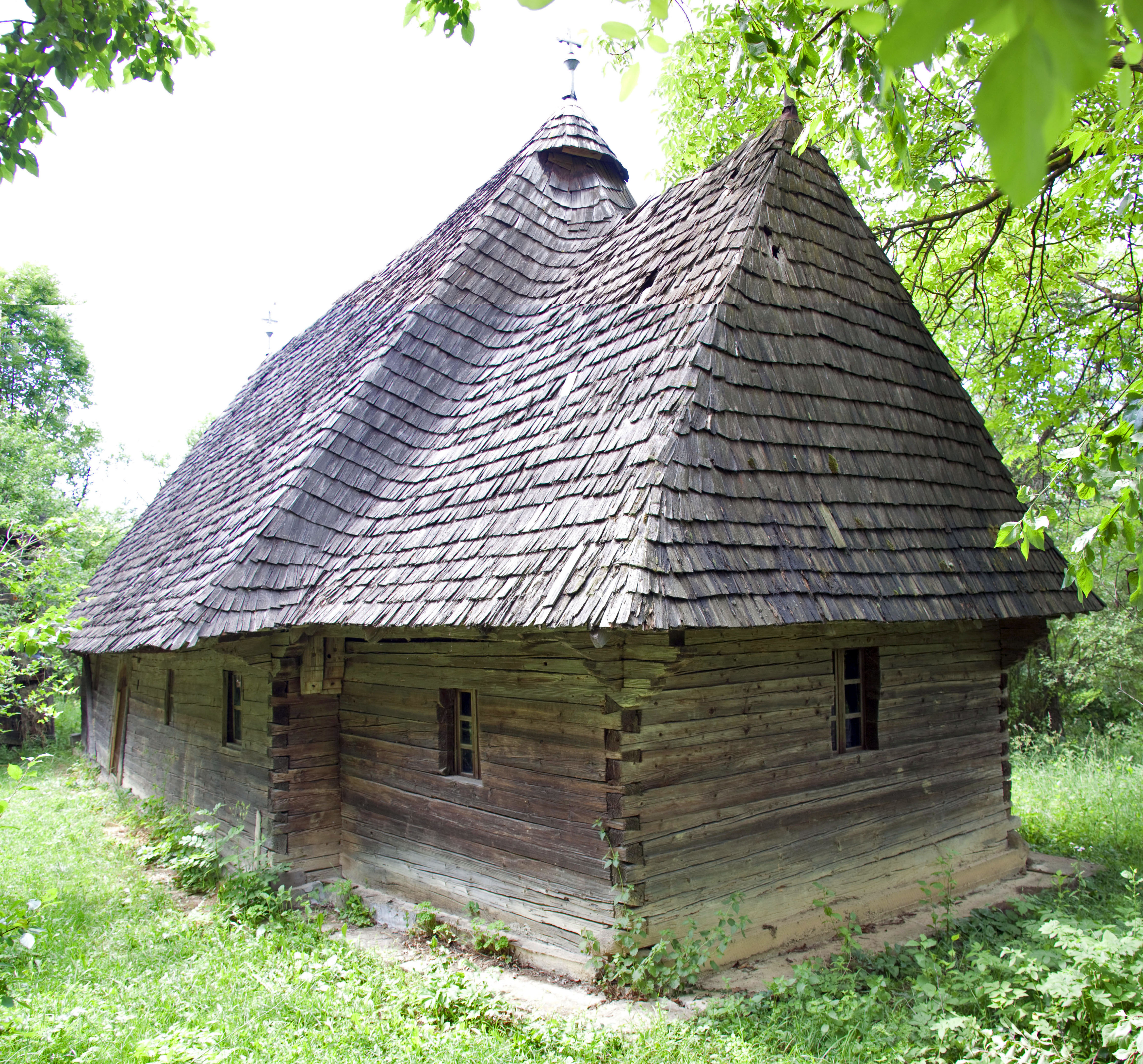
Holzkirche von Găbud